# Shinchi (Fukushima)
Shinchi (jap. 新地町, -machi) ist eine japanische Stadt im Landkreis Sōma in der Präfektur Fukushima.

## Geografie
Shinchi liegt an der ostjapanischen Pazifikküste an der Sendai-Bucht in der Küstenregion Hamadōri als nördlichste Gemeinde der Präfektur Fukushima. Das Gemeindegebiet erstreckt sich im Westen bis zum beginnenden Abukuma-Hochland. Die höchste Erhebung von diesem in der Gemeinde ist der 429,3 m T.P. hohe Karō-san (鹿狼山). Diesem Hochland entspringen mehrere Flüsse, die das Gemeindegebiet durchfließen und in den Pazifik münden. Es sind dies von Nord nach Süd: Rachi-gawa (埒川), Mitaki-gawa (三滝川), Sunakoda-gawa (砂子田川), Nigori-gawa (濁川), sowie der Tatsuta-gawa (立田川) als Zufluss des Jizō-gawa (地蔵川) der zwar weiter südlich von Shinchi fließt aber seine Mündung im Süden der Ortschaft hat.
Im Südosten am Hafen Sōma liegt das Kohlekraftwerk Shinchi mit 2000 MW Leistung.
Umgeben ist Shinchi von Yamamoto im Norden, Marumori im Westen und Sōma im Süden.

## Geschichte
Am 1. April 1889 wurden bei der Reorganisation des japanischen Gemeindewesens die fünf Dörfer 
Yachigoya (谷地小屋村, -mura) im Norden,
Ogawa (小川村, -mura),
Ōdohama (大戸浜, -mura),
Imaizumi (今泉村, -mura) im Süden, sowie 
Suginome (杉目村, -mura) im Hinterland im Landkreis Uda zur neuen Dorfgemeinde Shinchi (新地村, -mura, wörtlich: „Neuland“) zusammengelegt. Die Namen dieser haben sich noch als Obergemeindeteile (ōaza) erhalten. Sieben Jahre später fusionierten die Landkreise Uda und Namekata zum neuen Landkreis Sōma. Zum 20. August 1954 wurden die Dörfer Komagamine (駒ヶ嶺村, -mura) im Süden und Fukuda (福田村, -mura) im Norden Shinchi zugeschlagen. Am 1. August 1971 erfolgte die Aufstufung zur kreisangehörigen Stadt (machi).

## Tōhoku-Erdbeben 2011

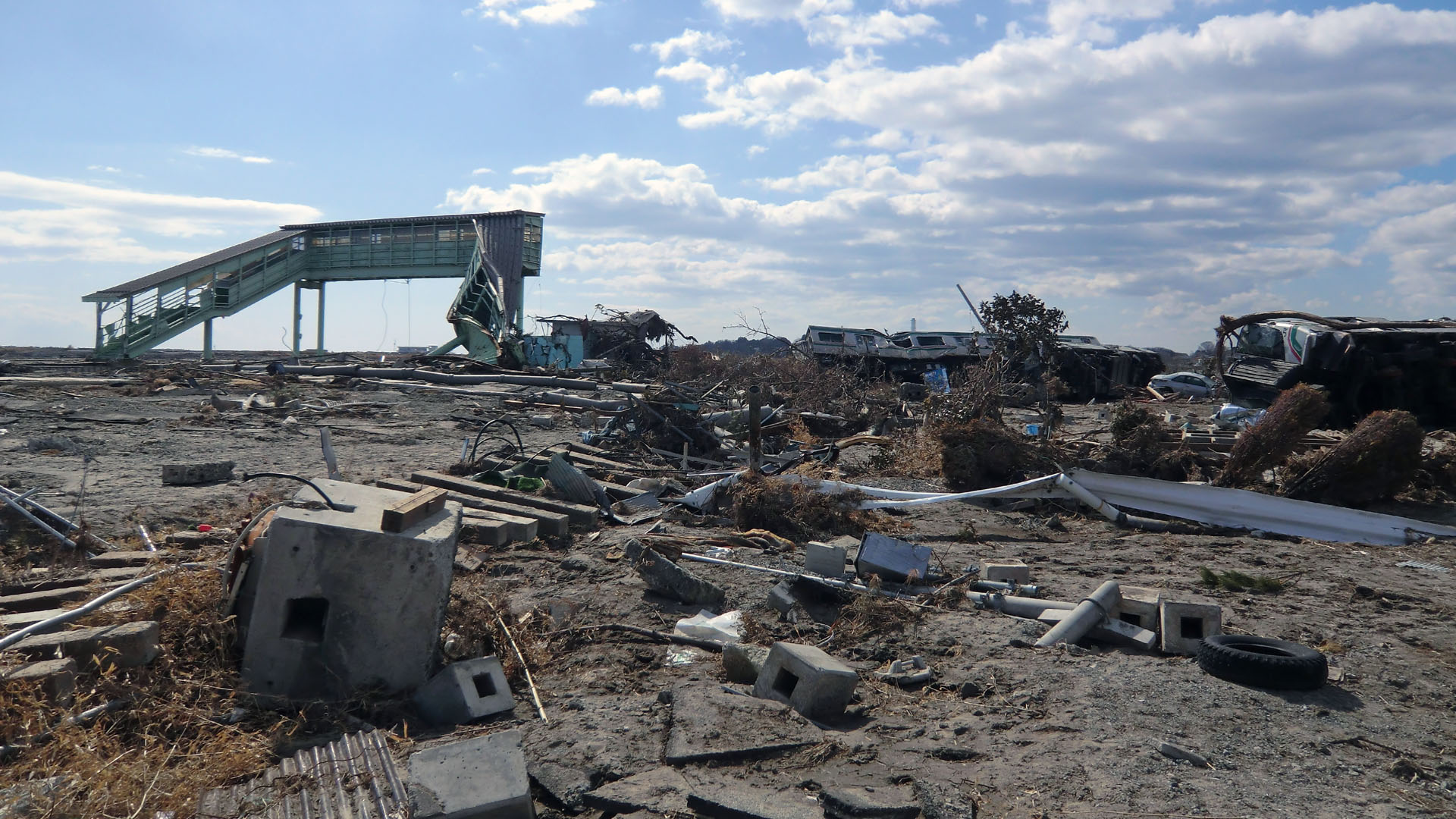
Das Bahnhofsgebäude dem von der JR East betriebenen Bahnhof Shinchi (新地駅, -eki) stürzte infolge der Katastrophe vom 11. März 2011 völlig ein. Auch die Überführung wurde beschädigt und ein Zug der Jōban-Linie entgleiste (Foto: 4. April 2011)

Am 11. März 2011 wurde die Stadt vom Tōhoku-Erdbeben und dem darauffolgenden Tsunami getroffen. Die Anzahl der völlig zerstörten Wohngebäude wird auf 439 und die der teilweise zerstörten auf 138 beziffert. Der Tsunami richtete bedeutende Schäden an der Jōban-Linie an. Insbesondere wurde ein Zug gestoppt und das Bahnhofsgebäude der Station Shinchi zerstört.
Die Stadt Shinchi gehört zu der im Nordosten der Präfektur Fukushima liegenden Region Sōsō, die mit seinen insgesamt 200.000 Einwohnern zu den am schwersten von der Dreifachkastatrophe betroffenen Gegenden Japans zählte.
Die Brand- und Katastrophenschutzbehörde meldete in ihrem Schadensbericht 98 Tote und 10 Vermisste in Shinchi.
Gemessen an der Gesamtbevölkerung Shinchis, die bei der Volkszählung von 2010 mit 8.224 angegeben worden war, betrug die Opferrate durch die Katastrophe von 2011 1,3 %, wenn alle in dem 157. FDMA-Schadensbericht vom 7. März 2018 registrierten Toten und Vermissten berücksichtigt werden beziehungsweise 1,20 %, wenn von den registrierten Opfern die von der Wiederaufbaubehörde (Reconstruction Agency, RA) gemeldeten katastrophenbedingten Todesfälle abgezogen werden, wodurch sich eine Zahl von 99 Toten und Vermissten ergibt. Mit der gleichen Datengrundlage, aber allein auf das Überflutungsgebiet des Tsunamis in Natori bezogen, das eine Fläche von 11 km2 umfasste, ergab sich eine Opferquote von 2,12 %.

## Sehenswürdigkeiten
Sehenswürdigkeiten sind der Berg Karō-san, der Tsurushihama-Strand und die Burgruine Komagamine (駒ヶ嶺城, -jō).

## Verkehr
Wichtigste Fernstraßen sind die Jōban-Autobahn nach Misato oder Watari, die Nationalstraße 6 nach Tokio oder Sendai, sowie die Nationalstraße 113 nach Niigata oder Nan’yō. 
Anschluss an das Schienennetz besteht über die JR East Jōban-Linie nach Tokio oder Iwanuma.

## Bildung
In Shinchi befinden sich die Grundschulen Fukuda, Komagamine und Shinchi, die Shōei-Mittelschule, sowie die Oberschule Shinchi.

## Städtepartnerschaften
- Date, Schwesterstadt seit dem 21. Juli 1981